# Deutsche Handballmeisterschaft 1950
Die Deutsche Handballmeisterschaft 1950 war die erste vom DHB ausgerichtete Endrunde um die deutsche Meisterschaft im Hallenhandball der Männer. Sie wurde am 17. und 18. Februar 1950 vor 6.000 Zuschauern in der Halle am Funkturm auf dem Messegelände in Berlin in einem Endrundenturnier ausgespielt.
Die SV Polizei Hamburg blieb an den beiden Turniertagen die einzige Mannschaft ohne Verlustpunkte und wurde damit erster offizieller Deutscher Meister im Hallenhandball.
Beim vorangegangenen Interzonenturnier 1949 in Münster wurde zwar ebenfalls schon der Titel „Deutscher Meister“ vergeben, dieser Titel ist aber durch den 1949 gegründeten DHB ebenso nicht offiziell anerkannt wie der Titel bei den offenen Meisterschaften der Britischen Zone 1948 in Bremen. Vor 1948 gab es in Deutschland nur Meisterschaften im Feldhandball, der älteren Variante der Sportart.

## Modus
Die Meistermannschaften der vier Regionalverbände Nord (SV Polizei Hamburg), West (RSV Mülheim), Südwest (Sportgemeinde Haßloch) und (Süd) (PSV Grünweiß Frankfurt) sowie der Meister des Landes-/Regionalverbands Berlin (Berliner SV 1892) spielten in einem Rundenturnier „jeder gegen jeden“ die Deutsche Meisterschaft aus. Der nach Punkten Führende in der Abschlusstabelle war Deutscher Meister.
Die Spieldauer betrug 2 × 20 Minuten.

## Turnierverlauf
Entscheidend für den Erfolg der SV Polizei Hamburg war die überragende Wurfkraft des besten Spielers Otto Maychrzak, der erfolgreichster Torschütze des Turniers wurde. Während der Polizeiverein damit an seine Vorkriegserfolge im Feldhandball anknüpfen konnte, enttäuschte der Gewinner der Zonenmeisterschaft aus dem Vorjahr: der RSV Mülheim holte nur gegen Haßloch einen Punkt und unterlag ansonsten seinen Gegnern deutlich.
Die Hamburger selbst führten ihren Turnier-Erfolg außerdem auf ihre über beide Spieltage hinweg gezeigte Stabilität und auf die Übernahme des „schwedischen“ Systems zurück; gemeint war damit das geradlinige, schnelle Spiel, auf Ballkontrolle und effiziente Chancenverwertung ausgerichtet, welches im schwedischen Hallenhandball speziell für die andere Spielanlage gegenüber dem Großfeld entwickelt worden war.

### Rundenspiele
17. Februar 1950
Sportgemeinde Haßloch – RSV Mülheim: 7:7
SV Polizei Hamburg – PSV Grünweiß Frankfurt: 6:4
Berliner SV 1892 – Sportgemeinde Haßloch: 6:5
PSV Grünweiß Frankfurt – RSV Mülheim: 8:3
SV Polizei Hamburg – Berliner SV 1892: 6:4
18. Februar 1950
PSV Grünweiß Frankfurt – Sportgemeinde Haßloch: 6:3
Berliner SV 1892 – RSV Mülheim: 5:4
SV Polizei Hamburg – Sportgemeinde Haßloch: 4:3
Berliner SV 1892 – PSV Grünweiß Frankfurt: 6:5
SV Polizei Hamburg – RSV Mülheim a.d. Ruhr: 11:4

### Abschlusstabelle
|    | Verein                 | Sp. | S | U | N | Tore  | Diff. | Punkte |
| -- | ---------------------- | --- | - | - | - | ----- | ----- | ------ |
| 1. | SV Polizei Hamburg (M) | 4   | 4 | 0 | 0 | 27:15 | +12   | 8:0    |
| 2. | Berliner SV 1892       | 4   | 3 | 0 | 1 | 21:20 | +1    | 6:2    |
| 3. | PSV Grünweiß Frankfurt | 4   | 2 | 0 | 2 | 23:18 | +5    | 4:4    |
| 4. | Sportgemeinde Haßloch  | 4   | 0 | 1 | 3 | 18:23 | −5    | 1:7    |
| 5. | RSV Mülheim            | 4   | 0 | 1 | 3 | 18:31 | −13   | 1:7    |